# Чаплищи (Конотопский район)
Чаплищи (укр. Чаплищі) — село, Новослободская сельская община, Конотопский район, Сумская область, Украина.
Код КОАТУУ — 5923888007. Население по переписи 2001 года составляло 210 человек.

## Географическое положение
Село Чаплищи находится на правом берегу реки Сейм, выше по течению на расстоянии в 3 км расположено село Козловка, ниже по течению на расстоянии в 5 км расположено село Пересыпки, на противоположном берегу — село Клепалы. Река в этом месте извилистая, образует лиманы, старицы (Буривня, Горн) и заболоченные озёра.

## История
Первое упоминание о населённом пункте содержится в материалах Литовской метрики. В 1484 году «село у Путивли на имя Чаплища» принадлежало боярину Демиду, будучи пожаловано ему киевским князем Семёном Александровичем. В 1589 году (7097 год «от сотворения мира») «в деревню Чаплище приходили воинским обычаем черкасы атаманы Петруша Шергун с товарыщи и тое деревню розграбили и крестьян побили, а взяли животов с лошадьми больши 500 рублев».

## Экономика
- «Чаплищи», ЧП.

## Объекты социальной сферы
- Фельдшерско-акушерский пункт.